# Brilliance H3

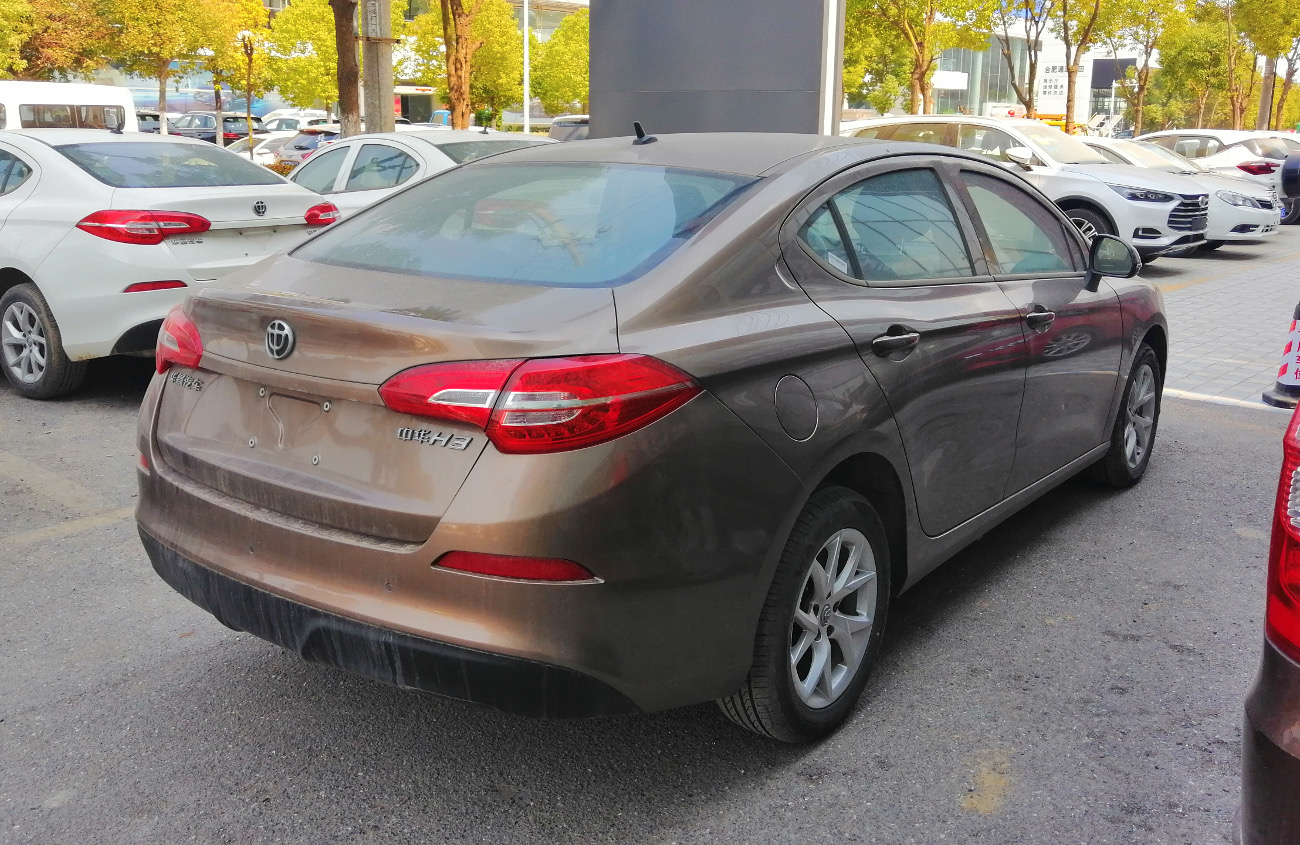
Heckansicht

Der Brilliance H3 ist eine Limousine der Kompaktklasse der chinesischen Automarke Brilliance.

## Geschichte
Vorgestellt wurde das Fahrzeug im Januar 2016 als Nachfolger des Brilliance H330. Verkauft wurde die Limousine jedoch erst ab März 2017 und ausschließlich in China.
Als Konkurrenzmodelle zum H3 gelten unter anderem der Dongfeng Fengxing Joyear S50 und der Geely GL.

## Technische Daten
Den Antrieb übernimmt ein 1,5-Liter-Ottomotor mit 82 kW (111 PS) oder 110 kW (150 PS). Der stärkere Motor hat einen Turbolader. Beide Versionen haben serienmäßig ein 5-Gang-Schaltgetriebe, gegen Aufpreis war ein 5-Stufen-Automatikgetriebe erhältlich. Im Brilliance V3 kommen beide Motoren ebenso zum Einsatz.
|                                             | 1.5                           | 1.5T                          |
| Bauzeitraum                                 | 03/2017–03/2019               | 03/2017–03/2019               |
| Motorkenndaten                              |                               |                               |
| Motortyp                                    | Reihen-Vierzylinder-Ottomotor | Reihen-Vierzylinder-Ottomotor |
| Motoraufladung                              | —                             | Turbolader                    |
| Hubraum                                     | 1498 cm³                      | 1498 cm³                      |
| max. Leistung bei min−1                     | 82 kW (111 PS) / 6000         | 110 kW (150 PS) / 6000        |
| max. Drehmoment bei min−1                   | 145 Nm / 4000                 | 220 Nm / 2000–4500            |
| Kraftübertragung                            |                               |                               |
| Antrieb, serienmäßig                        | Vorderradantrieb              | Vorderradantrieb              |
| Getriebe, serienmäßig                       | 5-Gang-Schaltgetriebe         | 5-Gang-Schaltgetriebe         |
| Getriebe, optional                          | (5-Stufen-Automatikgetriebe)  | (5-Stufen-Automatikgetriebe)  |
| Messwerte                                   |                               |                               |
| Höchstgeschwindigkeit                       | k. A.                         | k. A.                         |
| Beschleunigung, 0–100 km/h                  | k. A.                         | 10,1 s                        |
| Kraftstoffverbrauch auf 100 km (kombiniert) | 5,9 l Super (6,3 l Super)     | 6,3 l Super (6,6 l Super)     |

Werte in runden Klammern gelten für Modelle mit Automatikgetriebe.